# 路易吉·柯齊
路易吉·柯齊（義大利語：Luigi Cozzi，1947年9月7日—），義大利男導演、編劇、演員和製片人，在1970年代至1980年代間，以擅長製作恐怖片和科幻片而聞名。在自己的電影作品中，名字有時會被英國化為路易斯·柯茲（英語：Lewis Coates）。他時常與知名恐怖片導演達利歐·阿基多合作。

## 作品列表
- 1969：《地下隧道（英语：The Tunnel Under the World (film)）》-導演，演員
- 1971：《灰天鵝絨上的四隻蒼蠅》-故事，副導演
- 1973：《五天（英语：The Five Days）》-故事
- 1973：《The Neighbor》（電視電影）-導演
- 1973：《Eyewitness》（電視電影）-編劇
- 1973：《The Doll》（電視電影）-副導演
- 1975：《凶手必再犯案（英语：The Killer Must Kill Again）》-導演，編劇
- 1976：《裸體門廊（英语：La portiera nuda）》-導演
- 1976：《最後一場演奏會（英语：Take All of Me）》-導演
- 1977：《哥斯拉（英语：Godzilla, King of the Monsters!#Cozzilla）》-執行製片人
- 1978：《星際浩劫》-導演，編劇
- 1980：《異形侵襲（英语：Contamination (film)）》-導演，編劇
- 1983：《武士屠龍》-導演，編劇[1]
- 1984：《紅海魔影（英语：Monster Shark）》-故事
- 1985：《大力士2（英语：The Adventures of Hercules）》-導演，編劇
- 1987-1988：《夜班（英语：Turno di notte (TV series)）》（電視劇）-導演
- 1988：《欲血威尼斯（英语：Vampire in Venice）》-導演（未掛名）
- 1989：《辛巴達航行七海》-導演（未掛名），故事
- 1989：《De Profundis/ From The Deep》-導演
- 1989：《毛骨悚然的帕格尼尼（英语：Paganini Horror）》-導演，編劇
- 1990：《魔鬼雙瞳》-副導演
- 1991：《Dario Argento: Master of Horror》（紀錄片）-導演
- 1995：《司湯達綜合症》-副導演
- 1997：《Il Mondo di Dario Argento 3: The Museum of Horrors》（紀錄片）-導演
- 2011：《Roma fantastica》（紀錄片）-導演
- 2012：《100 Bullets D'Argento》（電視劇）-編劇
- 2016：《Blood on Méliès' Moon》-導演，編劇[2]
- 2018：《I piccoli maghi di Oz》-導演，編劇
- 2020：《1849羅馬之戰（義大利語：La battaglia di Roma 1849）》-導演，編劇
- 2022：《暴力星》（Violent Starr）-監製

## 外部連結
- 路易吉·柯齊在互联网电影资料库（IMDb）上的資料（英文）
- 路易吉·柯齊在豆瓣上的资料（简体中文）